# Алексеев, Георгий Петрович
Гео́ргий Петро́вич Алексе́ев (1834, Екатеринославская губерния — 1914, Екатеринослав) — екатеринославский губернский предводитель дворянства, почётный гражданин Екатеринослава и Новомосковска. Был в числе первых чинов Императорского двора и имел придворное звание обер-гофмейстера.

## Биография
- 10 мая 1834 года родился в селе Котовка Новомосковского уезда Екатеринославской губернии (ныне Магдалиновский район Днепропетровской области) в дворянской семье  Петра Дмитриевича Алексеева и  Варвары Ильиничны Запорожской.
- 16.03.1855 — окончил Харьковский университет по юридическому факультету со степенью кандидата наук.
- 25.04.1856 — назначен почетным смотрителем Екатеринославского уездного училища в чине коллежского секретаря.
- 11.02.1860 — пожалован чин титулярного советника.
- 31.08.1862 — назначен почетным членом Екатеринославского губернского попечительства детских приютов.
- 6.12.1862 — пожаловано придворное звание камер-юнкера.
- 31.12.1865 — согласно выбору дворянства назначен почетным попечителем Екатеринославской классической гимназии (состоял в этой должности в течение трех трехлетий в 1866-1875).
- 14.02.1867 — указом Правительствующего Сената пожалован чин надворного советника.
- 4.11.1868 — согласно выбору дворянства назначен почетным попечителем Екатеринославской классической гимназии на очередное трехлетие.
- 3.12.1871 — согласно выбору дворянства назначен почетным попечителем Екатеринославской классической гимназии еще на одно на трехлетие.
- 22.09.1874 — на дворянский выборах избран екатеринославским губернским губернским предводителем дворянства.
- 1875 — избран гласным Екатеринославской городской думы.
- 1.01.1877 — действительный статский советник.
- 20.09.1877 — избран екатеринославским губернским губернским предводителем дворянства.
- 27.10.1880 — утверждён екатеринославским губернским губернским предводителем дворянства.
- 15.10.1883 — утверждён екатеринославским губернским губернским предводителем дворянства.
- 12.11.1887 — департамент герольдии Правительствующего Сената утвердил решение Екатеринославской городской думы о предоставлении Г. П. Алексееву звания почетного гражданина Екатеринослава.
- 30.08.1885 — гофмейстер Двора Его Императорского Величества.
- 28.09.1895 — император присвоил звание почетного гражданина г. Новомосковска согласно решению Новомосковской городской думы.
- 14 февраля 1914 умер в Екатеринославе; похоронен в Котовке.

## Награды
- Орден Святой Анны 3-й степени (19 ноября 1865)
- Орден Святой Анны 2-й степени (20 ноября 1867); императорская корона к ордену (1 января 1869)
- Орден Святого Владимира 3-й степени (7 января 1874)
- Орден Святого Станислава 1-й степени (1879)[2]
- Орден Святой Анны 1-й степени[3]
- Орден Святого Владимира 2-й степени[3]
- Орден Белого орла[3]
- Орден Святого Александра Невского с бриллиантовыми знаками[3]
- Орден Святого Владимира 1-й степени
- Медаль «В память войны 1853—1856» бронзовая на Владимирской ленте (26 августа 1856)
- Медаль «В память коронации императора Александра III» в бронзе (1883)[3]
- Медаль «В память царствования императора Александра III»[3]
- Медаль «В память коронации Императора Николая II» в серебре (1896)[3]
- Знак Les officiers d’académie (Франция)[3]

## Интересный факт

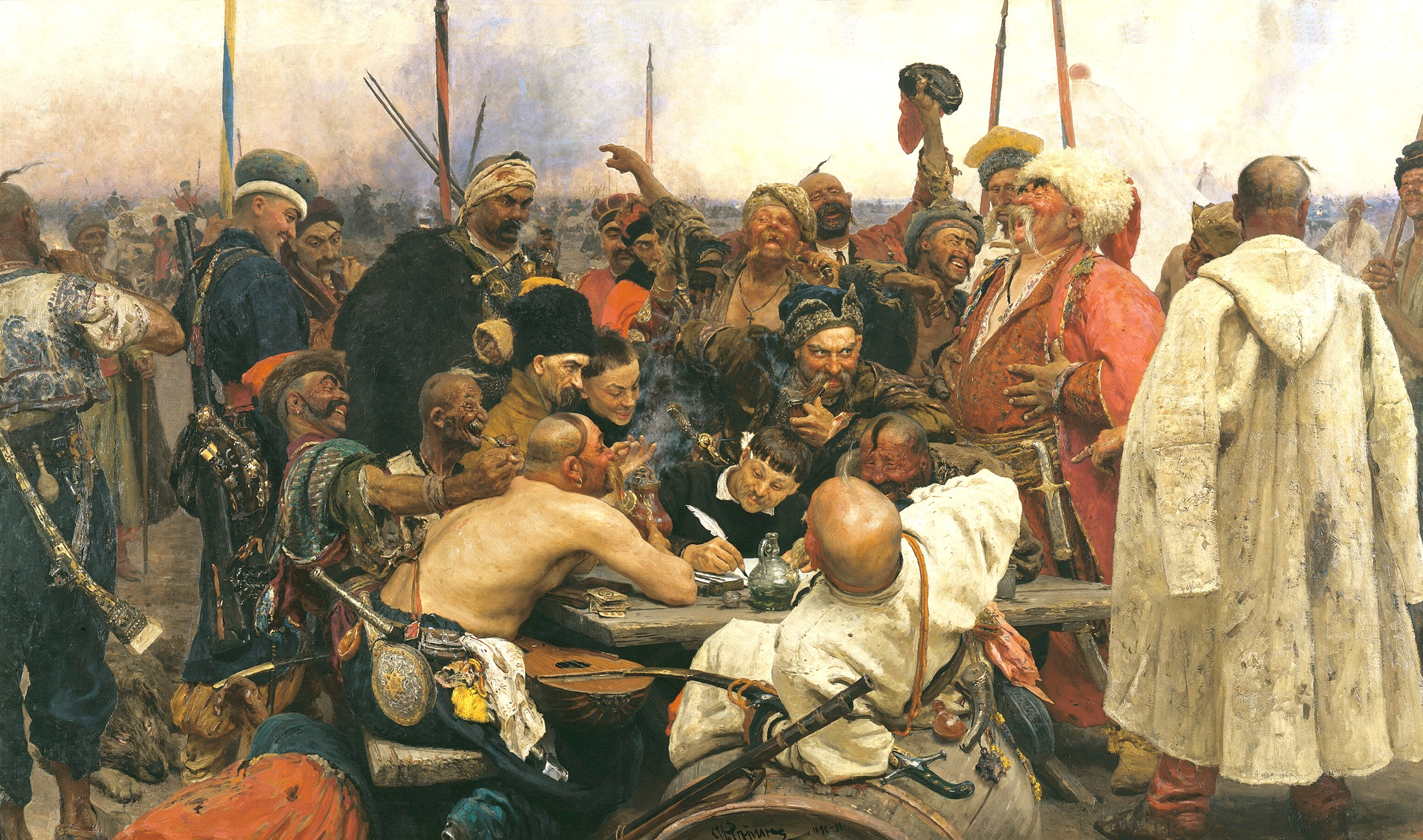
«Запорожцы» (1880)

Художник Илья Репин использовал колоритную фигуру Алексеева в качестве прототипа казака в своей знаменитой картине «Запорожцы» (1880). Именно с Алексеева написан казак в белом одеянии, сидящий спиной и имеющий широкие плечи и «трехэтажный» лысый затылок.

## Семья
- Жена: Мари-Элизабет-Анжель дю Брей-Гелион де ла Героньер (22(13?).10.1843-26.04.1933).
- Дети:
- Ольга,
- Вера - в замужестве княгиня Вера Георгиевна Урусова (1863-1954), супруга гродненского и полтавского губернатора, екатеринославского губернского предводителя дворянства князя Николая Петровича Урусова (1863-1918).